# Kuben videregående skole
Kuben videregående skole er et gymnasium på Økern i Oslo. Skolen er Oslos største og Norges dyreste skole. Det blev oprettet i 2013. Skolen fokuserer på erhvervsuddannelse. Rektor er den tidligere atlet Kjell Ove Hauge